# Jacob Peter Bonar
Jacob Peter Bonar (født 1659 i Bremen Stift, død 3./4. februar 1717) var en dansk officer.
Han var en søn af Wilhelm (William) Bonar til Gnadenfeld (1624-1674) af skotsk adelsslægt, oberst i svensk tjeneste i Trediveårskrigen, og Elisabeth von Bronsart. Bonar kom først i brunsvig-lyneborgsk tjeneste, men blev 1681 ansat i den danske hær som premierløjtnant i Kongens Livregiment til Fods (Livgarden). Året efter blev han kaptajn og kompagnichef ved samme afdeling og fik 1692 tilladelse til at gå i fremmed krigstjeneste. Efter nogle års forløb vendte han tilbage og var 1699 til stede ved Christian V's begravelse. Da kongen af Danmark 1701 overlod England og Holland en stor del tropper til hjælp i Den Spanske Arvefølgekrig, fandt der store hvervinger sted, og kongen sluttede således også et forbund med formynderne for de unge hertuger af Württemberg-Oels, ifølge hvilket det blev overdraget Bonar, som 1701 var blevet oberst, at oprette et infanteriregiment i hertug Frederiks og et dragonregiment i hertug Christian Ulriks navn, hvilke han skulle kommandere, til hertugerne var myndige og selv kunne overtage kommandoen. Regimenterne blev indlemmede i hjælpetropperne 1701 og 1703 og tog fra nu af del i kampene i Holland og Flandern. Bonar kommanderede personligt først dragonregimentet og indlagde sig især ære i slaget ved Ramillies 1706, men da den unge hertug selv overtog sin afdeling 1709, kommanderede han infanteriregimentet til 1710, da hertug Frederik også selv overtog dette. Bonar blev samme år udnævnt til brigader, i hvilken egenskab han deltog i krigen til dens slutning 1714. Samme år blev han generalmajor og kommandant i Kastellet ved København, en i disse år meget betroet og ansvarsfuld post, da Carl XII pønsede på at gøre landgang på Sjælland. Den svenske feltmarskal grev Magnus Stenbock var, efter at være blevet dansk krigsfange ved Tønning, i nogen tid fængslet i Bonars hus, indtil han, da det blev oplyst, at han lagde planer til at undvige, blev hensat i Kastellet. Bonar, der som kommandant var medlem af den kommission, som skulle undersøge de nævnte planer og tage de fornødne forholdsregler imod hans undvigelse, lader til – trods alle beskyldninger i samtidige svenske skrifter – at have vogtet sin mærkelige fange med lige så megen humanitet som omhyggelighed. De døde begge samme år, 1717. Bonar havde imidlertid den 29. september 1716 fået afsked og "i naade" 600 rigsdaler i årlig pension, som han kunne nyde i Holland eller andetsteds.
Han var gift med lisabeth Amalia Schenck von Winterstedt, der levede endnu 1755.